# Премия Max Mara для художниц
Премия Max Mara для художниц — художественная премия, присуждаемая раз в два года молодой художнице, работающей в Соединённом Королевстве. Премия организована модной компанией Max Mara и галереей Whitechapel в Лондоне. Награда включает в себя шестимесячную резиденцию в Италии, в течение которой художница создаёт художественный проект, который будет выставлен в галерее Whitechapel и в Collezione Maramotti в Реджо-Эмилии, в регионе Эмилия-Романья на севере Италии.
В период с 2006 по 2020 год лауреатами премии были Маргарет Сэлмон, Ханна Рикардс, Андреа Бюттнер, Лор Пруво, Корин Суорн, Эмма Харт, Хелен Кэммок и Эмма Талбот.